# Tufeni
Tufeni è un comune della Romania di 3 138 abitanti, ubicato nel distretto di Olt, nella regione storica della Muntenia. 
Il comune è formato dall'unione di 3 villaggi: Barza, Stoborăști, Tufeni.